# Monica Wichfeld
Monica Emily Wichfeld, née Monica Massy-Beresford, à Londres, le 12 juillet 1894 et morte, en déportation à Waldheim, le 27 février 1945 était une des dirigeantes de la résistance danoise durant la Seconde Guerre mondiale.

## Éléments biographiques
Monica Wichfeld est née à Londres, le 12 juillet 1894 et grandit dans le Comté de Fermanagh en Irlande du Nord.
Elle intègre les Forces volontaires de l'Ulster durant la crise faisant suite à la Home Rule bill en 1912 et prend part à la distribution des armes acheminées par le SS Clyde Valley  durant l'opération du Larne gun-running (en) sous le commandement de Frederick H. Crawford (en).
Le 15 juin 1916, elle épouse un aristocrate diplomate, Jørgen Adalbert Wichfeld, le secrétaire de la légation danoise à Londres.
En 1918, elle perd son plus jeune frère, le lieutenant John Clarina Massy-Beresford qui servait au Royal Field Artillery et qui fut tué sur le théâtre des opérations, en France, à l'âge de 21 ans. Depuis cette époque, elle voue une haine tenace à l'encontre des Allemands.
Monica et son mari quittent l'Irlande et s'installent à Maribo au Danemark où elle prend la nationalité danoise. Ils habitent une vaste propriété comportant un manoir néoclassique, l'Engestofte (en). Le couple a trois enfants: Ivan (1919), Varinka (1920) et Viggo (1922). À cette époque, elle devient amie et amante de Kurt Heinrich Eberhard Erdmann Georg von Haugwitz-Hardenberg-Reventlow qui vivait dans le château tout proche de Hardenburg. Leur relation dura neuf années, Jørgen Wichfeld, qui était au courant fermait les yeux et alla même jusqu'à désigner Reventlow parrain de sa fille, Varinka. Lorsque leur relation arriva à son terme, Reventlow épousa Barbara Hutton.
Dans les années vingt, la réforme des taxes au Danemark jette la famille dans les difficultés financières, ce qui les décident à déménager à Campo dei Fiori, une maison qui appartient à la mère de Monica, à Rapallo sur la Riviera italienne. Monica Wichfeld voyage dans toute l'Europe et fréquente beaucoup de personnalités bien en vue comme Noël Coward, Clementine Churchill et Tallulah Bankhead. Lors de la Grande Dépression de 1929, la famille connait des difficultés financières croissantes. Monica Wichfeld prend alors les choses en main et déménage seule à Paris pour y développer sa propre ligne de produits de beauté et de bijoux de fantaisie, ce qui ragaillardit les finances familiales.

### Son action dans la résistance danoise
Après le début de la Seconde Guerre mondiale, la famille est contrainte de quitter l'Italie lorsque Mussolini décrète que les ressortissants britanniques doivent quitter le territoire. Elle retourne s'installer à Engestofte (en) au Danemark où elle se met à la recherche de membres de la résistance danoise. À l'été 1942, elle loue un cottage à Engestofte au journaliste Hilmar Wulff et à son épouse ainsi qu'au poète dissident Halfdan Rasmussen. Tous trois étaient membres du Parti communiste du Danemark et Hilmar Wulff était le rédacteur de deux journaux clandestins: Frit Denmark (Danemark Libre) et Land og Folk (Le pays et le peuple). Monica Wichfeld commença à lever des fonds pour l'impression et la distribution des journaux et pour financer d'autres actions du parti communiste. Plus tard dans l'année, elle rencontre Erik Kiersgaard, un membre de la résistance danoise qui organise des unités de sabotage. Monica Wichfeld commence alors à stocker des armes, des munitions, des explosifs à Engestofte pour soutenir leur action.

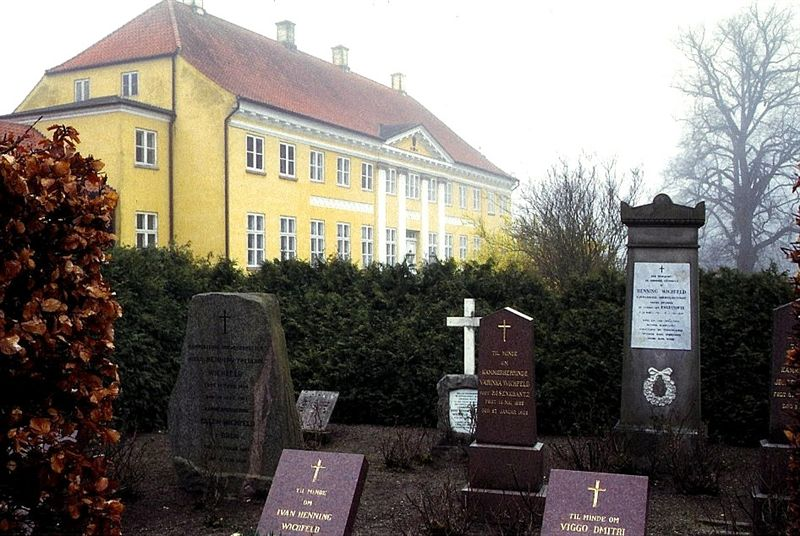
Le manoir néo-classique des Wichfeld: Engestofte, avec à l'avant plan le cimetière familial

Par l'entremise du Comte Carl-Adam « Bobby » Moltke, le fils d'un précédent Ministre danois des affaires étrangères, très impliqué dans les groupements clandestins à Copenhague, Monica Wichfeld rencontre Flemming Muus, un résistant qui fut entraîné par le Special Operations Executive de Winston Churchill, il deviendra plus tard son beau-fils. Monica Wichfeld mit sa propriété à la disposition de Muus qui y fait cacher l'agent-secret du SOE, Jens Jacob Jensen dont le nom de code est Jacob. De proche en proche, Jacob et Monica en arrivèrent à commander le réseau de résistance du Lolland et Engestofte devint le principal centre de recrutement, d'entrainement, d'armement, de planification et d'organisation des actions de la résistance comme l'attentat à la bombe contre le chantier naval de Nakskov. Engestofte était également le point de chute pour les parachutistes britanniques et la zone de parachutage d'armements. Lorsque la résistance danoise monta en puissance et que les troupes d'occupation se lancèrent à la poursuite de ses membres, Monica Wichfeld était l'instrument facilitateur via lequel, les personnes recherchée pouvait être mise à l'abri et déplacée en lieu sûr comme ce fut le cas pour Himar Wulff et son épouse. À cette époque, elle milite auprès de la résistance qui ne  voyait pas d'un bon œil pour que cette filière permette également à des familles juives de se soustraire aux poursuites de la Gestapo, mission dans laquelle elle s'investit personnellement.

### Son arrestation, son emprisonnement et sa mort
À la fin de 1942, les transmissions téléphoniques entre Jacob et d'autres membres de la résistance sont interceptées par la Gestapo. Sa mise sur écoute conduira à son arrestation à Aarhus. Interrogé et torturé, Jacob livre les noms de 44 résistants et d'une centaine de familles juives travaillant avec eux. La famille Wichfeld était l'une d'entre elles. Bien qu'elle ait entendu des rumeurs selon lesquelles les allemands disposait d'information sur elle et pourrait venir l'arrêter, Monica Wichfeld refuse de quitter Engestofte en disant: « J'ai rejoint la lutte pour le Danemark. Je suis prête à en payer le prix ».
Le 13 janvier 1944, elle est arrêtée à Engestofte et transférée à la prison Ouest (en danois : Vestre Fængsel) située à Copenhague où elle subit des interrogatoires quotidiens durant quatre mois. La résistance monta une opération qui nécessitait de corrompre un agent de la Gestapo en vue de la faire libérer à la suite d'une embuscade feinte. Mais l'agent pressenti fit lui-même capoter le plan en révélant la mission sous l'emprise de l'alcool. La Gestapo a alors mis en scène un simulacre de transfert en vue d'arrêter les membres de la résistance embusqués. Les résistants perçurent qu'il s'agissait d'un leurre et décidèrent de ne pas intervenir. On comptait parmi les résistants sa fille Varinka et Flemming Muus.
Le 12 mai 1944, Monica Wichfeld, jugée avec dix autres membres de la résistance, fut, avec Georg Quistgaard (en) et deux autres compagnons d'infortune, condamnée à mort. On lui fit entendre qu'elle pourrait bénéficier de la clémence du tribunal et voir sa peine commuée en détention à perpétuité. Elle s'inquiéta alors de savoir si la mesure concernait également les autres condamnés. La réponse étant négative, elle déclina la proposition, se rassit et se repoudra le nez. La sentence de mort fit grand bruit au Danemark qui considérait déjà depuis fort longtemps qu'il était barbare de la prononcer à l'encontre de femmes. Plus tard, la peine fut commuée en détention à perpétuité et, en raison du fait qu'il n'y avait pas de prison pour femmes au Danemark, elle fut transférée avec d'autres femmes du Groupe Hvidsten (en) au camp de prisonniers de guerre de Cottbus en Allemagne le 2 juin 1944. Le 2 février 1945, elle est transférée à la prison de Waldheim où, affaiblie par la tuberculose, elle meurt d'une pneumonie, deux mois avant la fin de la guerre, le 27 février 1945,

## Reconnaissances
Monica Wichfeld est reprise sur les murs du Parc du souvenir de Ryvangen. Il y est dit que l'on ignore où se trouve sa dépouille.